# Hans Koschnick

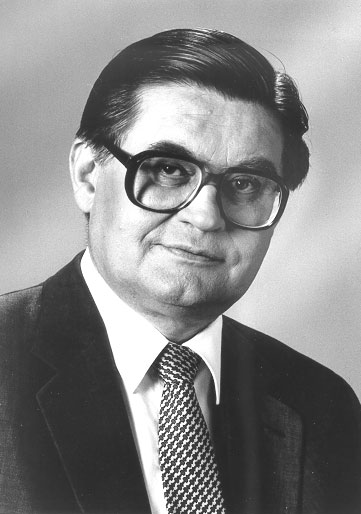
Hans Koschnick (undatiert)

Hans Koschnick (* 2. April 1929 in Bremen; † 21. April 2016 ebenda) war ein deutscher Politiker (SPD). Er war von 1967 bis 1985 Präsident des Bremer Senats und damit Bremer Bürgermeister sowie von 1987 bis 1994 Mitglied des Deutschen Bundestages. Von 1994 bis 1996 war er EU-Administrator von Mostar in Bosnien und Herzegowina.

## Leben

### Herkunft

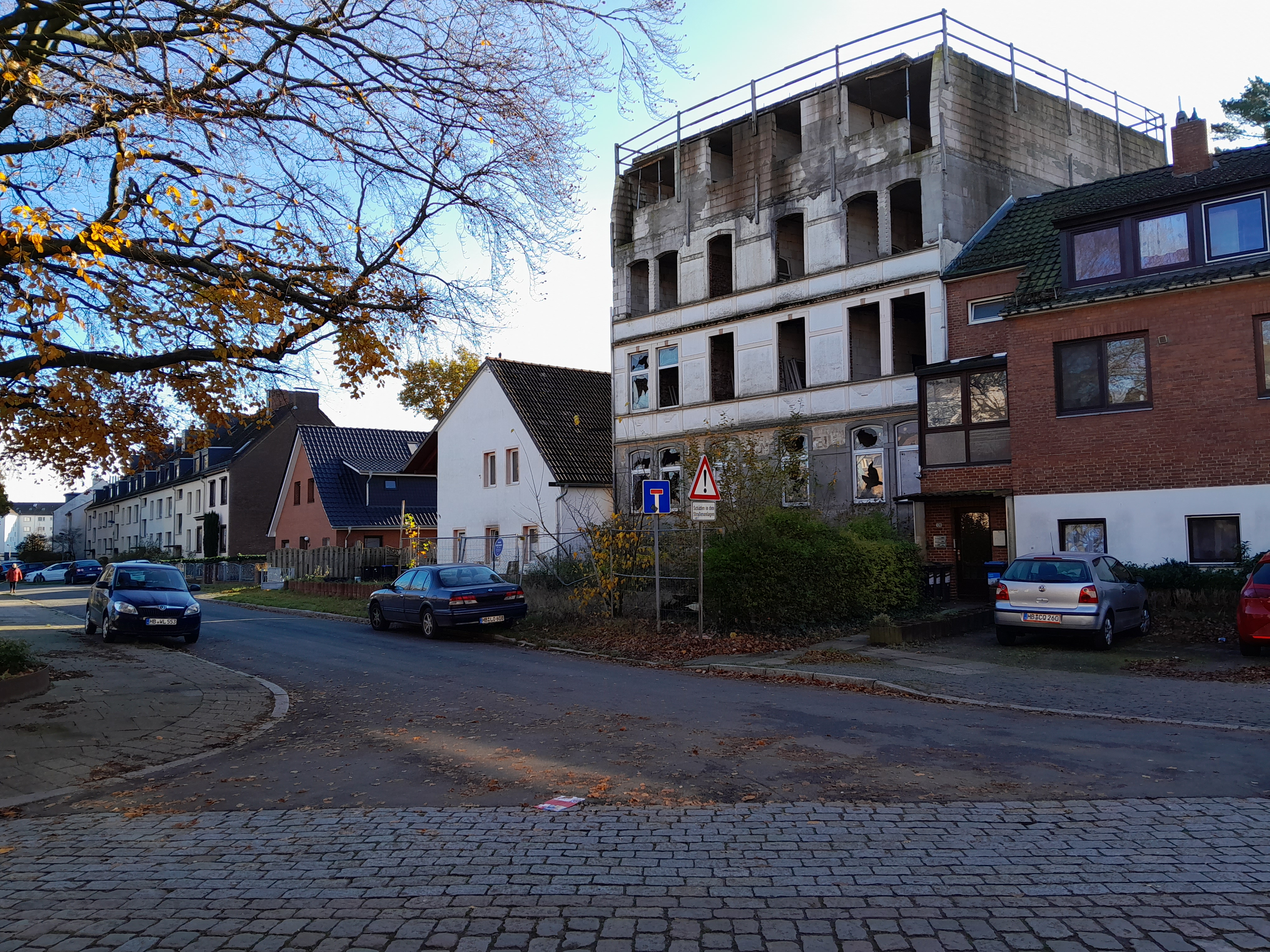
Haus des Großvaters

Koschnick wuchs in Bremen-Gröpelingen auf. Sein Vater Hannes Koschnick war Funktionär der kommunistischen Revolutionären Gewerkschafts-Opposition (RGO). Nach Machtantritt der Nationalsozialisten funktionierten diese den Maifeiertag zum Tag der nationalen Arbeit um und nahmen Gewerkschafter in Haft, so auch Koschnicks Vater am Abend des 1. Mai 1933. Die Organisation der Maikundgebung und eine Rede brachten ihm eine Verurteilung wegen „Hochverrats“ ein, für die er Gefängnis, Zuchthaus und das KZ Sachsenhausen erdulden musste, bevor er Ende 1938 „beurlaubt“ und 1943 für „bedingt wehrwürdig“ zum Kriegsdienst eingezogen wurde. 1944 wurde er nach Finnland versetzt.
Seine Mutter Hanne, geborene Klusmeier, wurde wegen Kuriertätigkeiten zwischen verschiedenen Widerstandsgruppen ein Jahr in Untersuchungshaft festgehalten, bis sie freikam. Durch ihre Weigerung, der Deutschen Arbeitsfront (DAF) beizutreten und den Hitler-Gruß „zu erlernen“, verlor sie sehr häufig ihre Anstellung, bis sie als Zuckerwarenverkäuferin eines Schaustellers vor den Kontrollen der DAF relativ geschützt war. Doch dies war mit fast permanenter Abwesenheit verbunden. Hans Koschnick wuchs daher bei seinen Großeltern mütterlicherseits auf; der Großvater war Mitglied der USPD. Im Jahr 1938 fand seine Mutter Arbeit als Näherin von Zeltplanen.

### Jugend und Familie
Nach der Mittelschule begann Koschnick eine Ausbildung zum gehobenen Verwaltungsdienst. Im März 1945 wurde er noch zum Reichsarbeitsdienst (RAD) eingezogen und danach zur Wehrmacht, mit der er bei Kriegsende in britische Kriegsgefangenschaft nach Brüssel kam. Im September 1945 kehrte er wieder nach Bremen zurück und legte 1950 die erste und zweite Verwaltungsprüfung ab.
Ehrenamtlich war er als Bezirksjugendleiter bei der Gewerkschaft Öffentliche Dienste, Transport und Verkehr (ÖTV) aktiv. Nach Abschluss seiner Ausbildung war Koschnick bei der Dienststelle des Senators für „Soziales, Jugend, Familie und Sport“ beschäftigt. Am 1. Februar 1958 wurde er als Verwaltungsoberinspektor unter Beförderung zum Amtmann Leiter des Amtes für Leibesübung und leitete als Oberregierungsrat die Abteilung „Jugend, Familie und Sport“ im Sozialressort des Landes Bremen.
Koschnick war seit 1954 mit Christine Koschnick, geborene Risse, verheiratet, die hauptberuflich bei der ÖTV beschäftigt war und heute Mitglied bei ver.di ist.
Sein Ehrengrab befindet sich auf dem Riensberger Friedhof.

### Politik

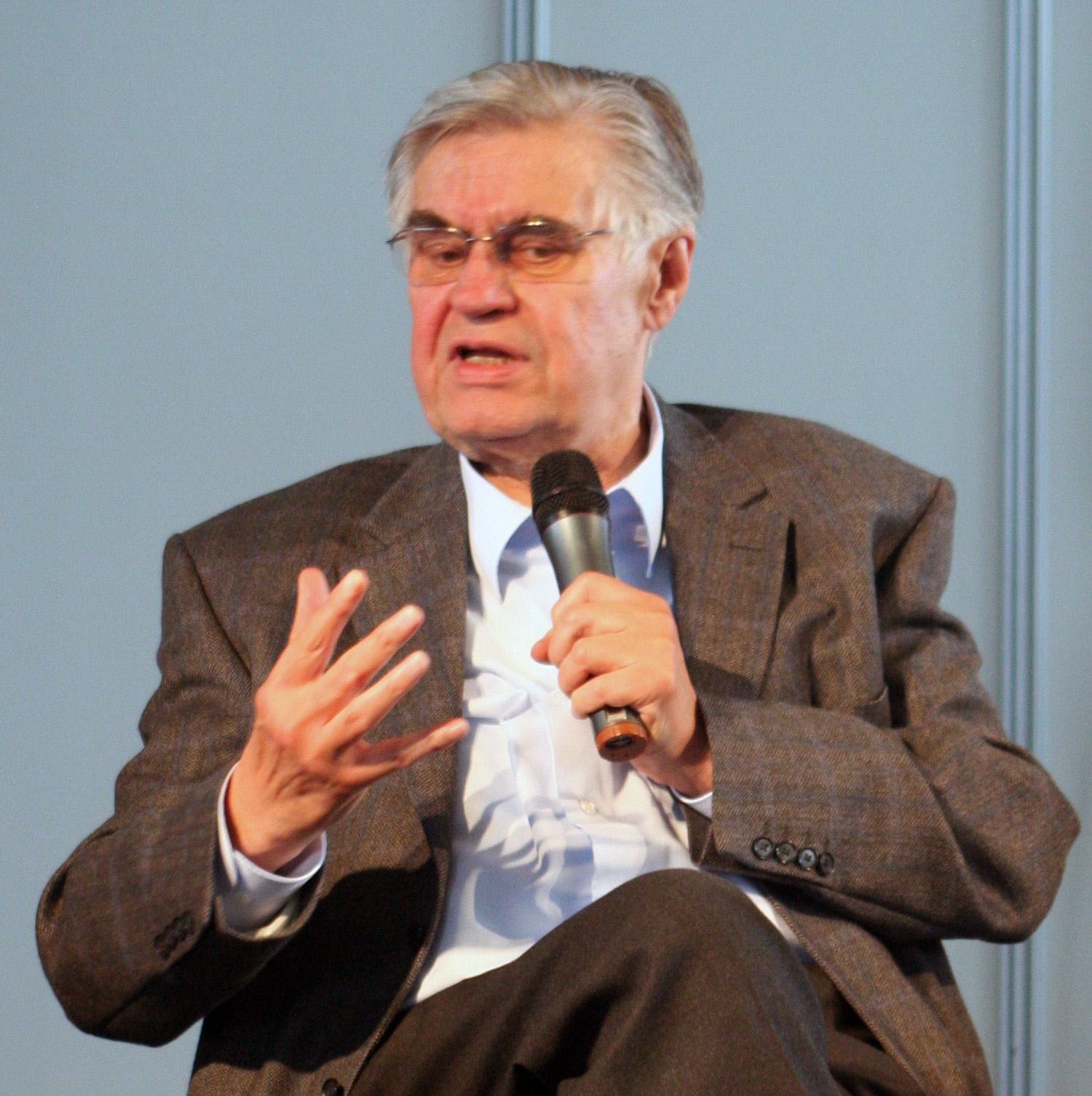
Koschnick auf dem Evangelischen Kirchentag 2009 in Bremen

Koschnick trat im Mai 1950 in die SPD ein. Zwischen 1951 und 1954 war er als Bezirkssekretär der Gewerkschaft ÖTV tätig. Ab 1955 war er Mitglied der Bremischen Bürgerschaft.
Im Jahr 1963 wurde er als Nachfolger von Adolf Ehlers (SPD) am 26. November 1963 zum Senator für Inneres in den Senat unter Führung von Wilhelm Kaisen (SPD) gewählt. Nach Kaisens Rücktritt war Koschnick ab dem 20. Juli 1965 auch Stellvertretender Präsident des Senats und Bürgermeister im Senat von Willy Dehnkamp (SPD).
Nach den Neuwahlen zur Bürgerschaft wurde er ab dem 28. November 1967 Präsident des Senats, also Regierungschef des Bundeslandes Bremen. Ab 1971 war er außerdem Senator für kirchliche Angelegenheiten sowie geschäftsführend 1970 wenige Wochen Senator für Wirtschaft und Außenhandel und 1978 nach dem Rücktritt von Senator Hans Stefan Seifriz (SPD) für einige Monate Bausenator.
Koschnick führte zunächst eine SPD/FDP-Koalitionsregierung, die jedoch 1971 wegen der Differenzen über die Gründung der Universität Bremen zerbrach. Als erfolgreich gewählter Senatspräsident in den Jahren 1971, 1975, 1979 und 1983, bei denen er jeweils als Spitzenkandidat der SPD kandidierte, konnte er dann bis 1985 ununterbrochen einen reinen SPD-Senat führen. Er war Präsident der Senate Koschnick I bis Koschnick V. Seine Stellvertreter und damit zugleich Bürgermeister waren Annemarie Mevissen (1967–1975), Walter Franke (1975–1979) und Moritz Thape (1979–1985).
In seine Regierungszeit fielen unter anderem die Bremer Straßenbahnunruhen 1968, die Gründung der Universität (1971), die Städtepartnerschaft zwischen Bremen und Haifa als erste Städtepartnerschaft einer deutschen Stadt mit einer Stadt in Israel (1976), die Gelöbnisfeier in Bremen 1980 mit gewalttätigen Ausschreitungen, die Erweiterung des Container-Terminals Bremerhaven (1978–1983) und des Güterverkehrszentrums Bremen in den 1980er Jahren sowie der Bau eines neuen Mercedes-Benz-Automobilwerkes in Sebaldsbrück (1979–1982) für bis zu 18.000 Mitarbeiter.
Betroffen war Koschnick von der zu Ende 1983 beschlossenen Schließung der zum Krupp-Konzern gehörenden Werft AG Weser in seinem Heimatstadtteil Gröpelingen. Obwohl Hans Ziegenfuß, Betriebsratsvorsitzender der AG Weser, heftig gegen den Senat und Koschnick zu Felde zog, konnte Koschnick bei der unmittelbar folgenden Bürgerschaftswahl zur
11. Legislaturperiode am 25. September 1983 einen deutlichen Wahlerfolg erzielen.
In den Jahren 1970 bis 1971 und von 1981 bis 1982 war er als Bremer Regierungschef auch Präsident des Bundesrates. Von 1983 bis 1985 war er zudem Bevollmächtigter für die deutsch-französischen kulturellen Beziehungen.
Von 1970 bis 1991 war Koschnick Mitglied des Bundesvorstands der SPD und von 1975 bis 1979 stellvertretender SPD-Vorsitzender und damit Stellvertreter von Willy Brandt. In der Zeit trieb Koschnick die Ostpolitik voran und unterschrieb am 12. April 1976 in Danzig die erste westdeutsch-polnische Städtepartnerschaft.
Nach fast 18 Jahren als Regierungschef und 22 Jahren im Senat trat er am 17. September 1985 auf eigenen Wunsch zurück. Sein Nachfolger wurde der SPD-Fraktionsvorsitzende der Bremischen Bürgerschaft Klaus Wedemeier.

#### Politik nach der Senatszeit

##### Im Bundestag
Von 1987 bis 1994 war Koschnick Mitglied des Deutschen Bundestages als direkt gewählter Abgeordneter des Wahlkreises Bremen-West. Er war Stellvertretender Vorsitzender des Auswärtigen Ausschusses, außenpolitischer Sprecher der SPD-Fraktion und galt Anfang der 1990er Jahre als möglicher Außenminister.

##### EU-Beauftragter und Berater
Vom 23. Juli 1994 bis zum 2. April 1996 war Koschnick von der Europäischen Union als EU-Administrator für Mostar in Bosnien-Herzegowina mit der Koordination des Wiederaufbaus, der Verwaltung und Infrastruktur der kriegszerstörten Stadt beauftragt.
1994 verübten kroatische Nationalisten einen Anschlag mit Granaten auf Koschnick, bei dem sein Hotelzimmer in Mostar verwüstet wurde, er jedoch unverletzt blieb. Ein zweiter Anschlag 1996 misslang ebenfalls. Eine aufgebrachte kroatische Menschenmenge griff bei einer Demonstration Koschnick in dessen gepanzertem Dienstwagen an. Die kroatische Polizei blieb passiv. Mit Hilfe seiner Eskorte und dank des Panzerschutzes seiner Limousine konnte er unverletzt entkommen.
1996 erklärte er dem Außenministerrat der EU in Brüssel seinen Rücktritt.
Als Berater der Europäischen Kommission für den Aufbau eines Europäischen Freiwilligendienstes war er von Oktober 1996 bis September 1998 tätig.

##### Als außenpolitischer Berater
Koschnick war in vielfältiger Hinsicht als außenpolitischer Berater oder Beauftragter tätig, u. a. vom Dezember 1998 bis zum Dezember 1999 als Beauftragter der Bundesregierung für Flüchtlingsrückkehr, Wiedereingliederung und rückkehrbegleitenden Wiederaufbau in Bosnien-Herzegowina, vom März 2000 bis zum Dezember 2001 als Vorsitzender des Lenkungsausschusses für Flüchtlingsfragen im Stabilitätspakt für Südost-Europa, vom Januar 2000 bis zum Dezember 2005 als Vorsitzender der Deutsch-Polnischen Parlamentariergruppe im Bundestag und als Präsident des Deutschen Polen-Instituts. Er setzte sich für die Ethik- und Friedenserziehung ein, hielt dazu Vorträge und verfasste Essays.

### Weitere Ämter
- Zwischen 1991 und 1994 war Koschnick Präsident der Deutsch-Israelischen Gesellschaft.
- Von 1996 bis 1998 war Koschnick Vorstandsvorsitzender des Deutschen Komitees Katastrophenvorsorge e. V.
- Von 2000 bis 2003 war Koschnick Vorsitzender des Vereins Gegen Vergessen – Für Demokratie.
- Seit 2002 war er Mitglied des Kuratoriums der Stiftung Schüler Helfen Leben.
- Von 2003 bis 2011 war Hans Koschnick Schirmherr des Bremer Friedenspreises.

## Ehrungen und Auszeichnungen
- 1983 Prix France-Allemagne
- 1994 Ehrenbürger der Stadt Danzig
- 1994 Bremische Ehrenmedaille in Gold
- 1995 Kulturpreis der Stadt Herdecke,
- 1995 Theodor-Heuss-Preis
- 1995 Otto-Hahn-Friedensmedaille in Gold
- 1995 Carl-von-Ossietzky-Medaille
- 1996 Moses-Mendelssohn-Preis,
- 1996 Kasseler Bürgerpreis Das Glas der Vernunft
- 1997 Hessischer Friedenspreis
- 1997 Gustav-Adolf-Preis[5]
- 1997 Ehrendoktorwürde der Universität Haifa
- 1997 Buber-Rosenzweig-Medaille
- 1998 Wilhelm-Dröscher-Preis
- 1999 Ehrenbürger der Hansestadt Bremen
- 2000 Lew-Kopelew-Preis
- 2003 Deutsch-Polnischer Preis
- 2004 Ehrendoktorwürde der Universität Bremen
- 2004 Brückenpreis der Stadt Regensburg
- 2005 Manfred-Wörner-Medaille (Bundeswehr)
- 2005 Silberne Verdienstplakette der Stadt Darmstadt
- 2006 Ehrenpreis der Deutsch-Israelischen Gesellschaft Aachen
- Ehrenmitglied des Deutschen Städtetages
- 2017 Namensstifter für den Bremen Airport Hans Koschnick
- 2023 Namensstifter für den Bürgermeister-Koschnick-Platz in Gröpelingen[6]
- Bundesverdienstkreuz lehnte er aus Gepflogenheit des traditionellen hanseatischen Ordensverbots ab[7]